# Trabant 1.1
A Trabant 1.1 egy kiskategóriás autó, amelyet a VEB Sachsenring autógyár készített Zwickauban, a Német Demokratikus Köztársaságban (NDK). Ez volt a közismert Trabant 601 modernizált verziója, hasonlóan a Wartburg 1.3-hoz, amely csak alig egy évig volt gyártásban 1990 és 1991 között. Ez volt a Trabant negyedik és utolsó szériamodellje, amelynek megszűnésével a gyártó is befejezte működését.

## Története
A Trabant 601 fejlesztésére már az 1970-es évek óta voltak próbálkozások, de ezek a Trabant 1.1 megjelenéséig sosem jutottak el a sorozatgyártásig. A kocsi meghajtásához egy Volkswagentől megörökölt 1.1-es motort használtak, mely korábban a Volkswagen Polóban szolgált, ezzel vált négyüteművé a korábban közismerten kétütemű márka (a korábbi motor jellegzetes pöfékelő hangja is elmúlt). A motor licence már 1988-ban a Barkas-gyárhoz került, mégis még két évig váratott magára a gyártás. Az új motorral a teljesítmény a korábbi 26-ról 40 lóerősre hízott. Ennek nagyobb helyigénye miatt viszont kiszorult a 601-ben még a motortérben lévő üzemanyagtank, ami a csomagtartó jobb oldalára került, némileg megnövelt térfogattal, ezért ide egy tanksapkát is szerkeszteni kellett, ami nem sikerült túl esztétikusra; az 1.1 külseje a modernizálás jegyében számos más ponton is eltért az elődjétől (hűtőmaszk, hátsó lámpák, lökhárító), amitől sokaknál már nem volt olyan egyértelműen tetszetős, mint a 601. A Sachsenringre utaló „S” betű sem került már fel az autóra. Eredetileg új formájú kocsik készültek volna, de a pénzhiány miatt maradt a 601-es kasztnik módosítása. Műszakilag mindenesetre fejlettebb volt, a motoron kívül modernebb lett a sebességváltó (a kormányváltót padlóváltóra cserélték), a felfüggesztés (első McPherson-rugóstag), előre tárcsafékek kerültek, több helyen pedig acél váltotta a duroplastot. A műszerek egy része a Wartburgból származott, de gondoskodtak a modell zajszigeteléséről is és szériatartozék lett a fejtámla. Legalább 700 új alkatrész került az 1.1-be, ugyanakkor a korrózió és számos alkatrész (pl. burkolatlan vezetékek, porlasztó) meghibásodása is sújtotta a típust. Másrészt mire a Trabant 1.1 1990-ben gyártásba került már ez a fejlesztett modell is végletesen elavult típusnak számított, mivel ekkor, a berlini fal leomlása és Németország újraegyesítése idején már lehetőség volt korszerűbb nyugati típusú autókat vásárolni ugyanannyi pénzért, mint amennyibe az 1.1 került, ezért a gyártás alig egy éve alatt összesen nem egész 40 000 darab készült. Az alacsonyabb darabszám miatt az alkatrész-ellátottság is bizonytalanná vált. A keletnémetek a fentebbiek miatt szinte nem is vették, ellenben Magyarországon és Lengyelországban népszerű lett, a legtöbb példányt ezekben az országokban értékesítették. A Trabant 1.1 a 601-eshez hasonlóan ugyanúgy készült Sedan, Universal (kombi) és Tramp (terepesített) változatban is. Mostanra a régi KGST-autók kedvelői körében a 601-es mellett a ritkább 1.1-es Trabant is keresettebb típussá vált.

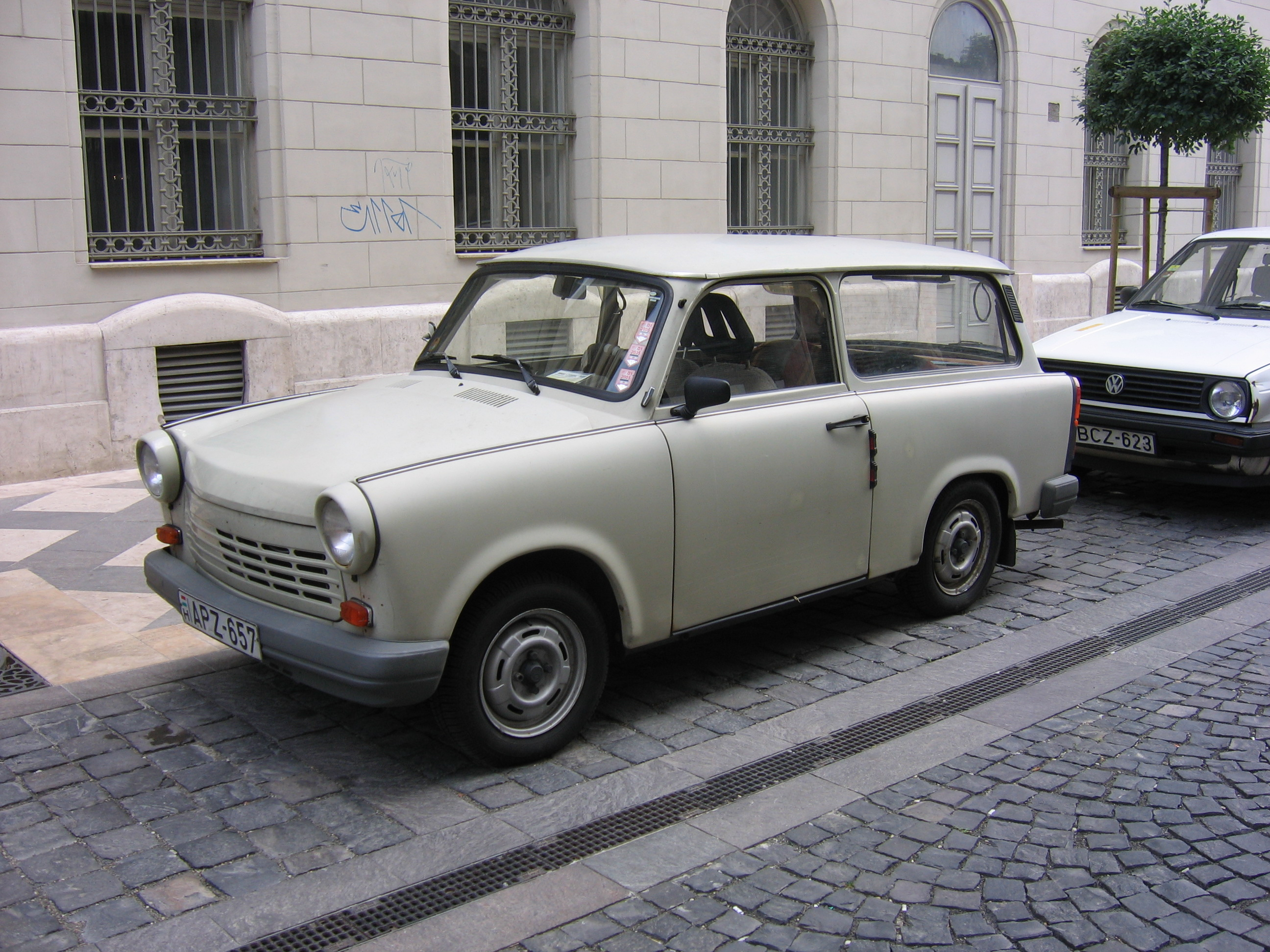
Trabant 1.1 Universal
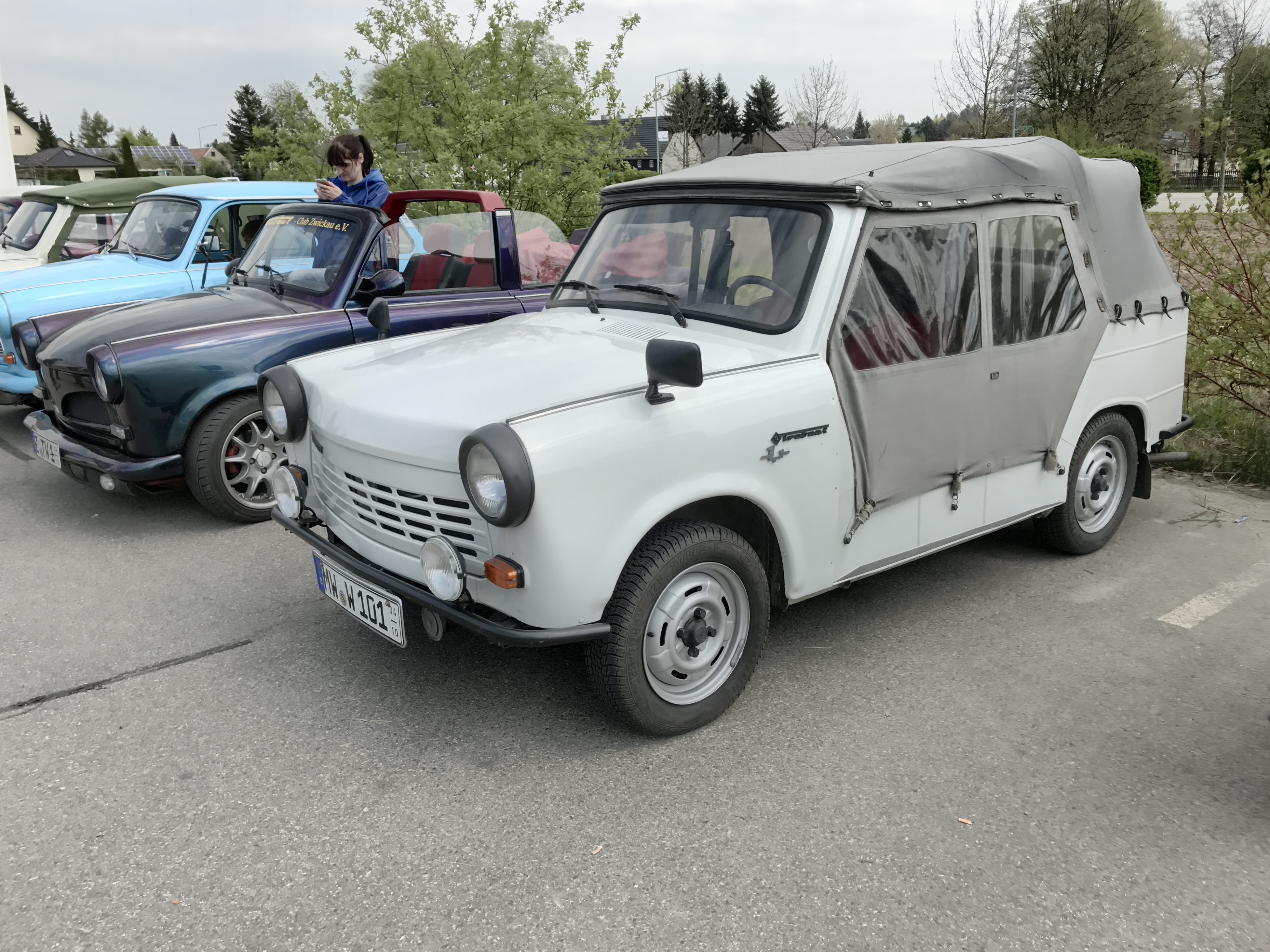
Trabant 1.1 Tramp
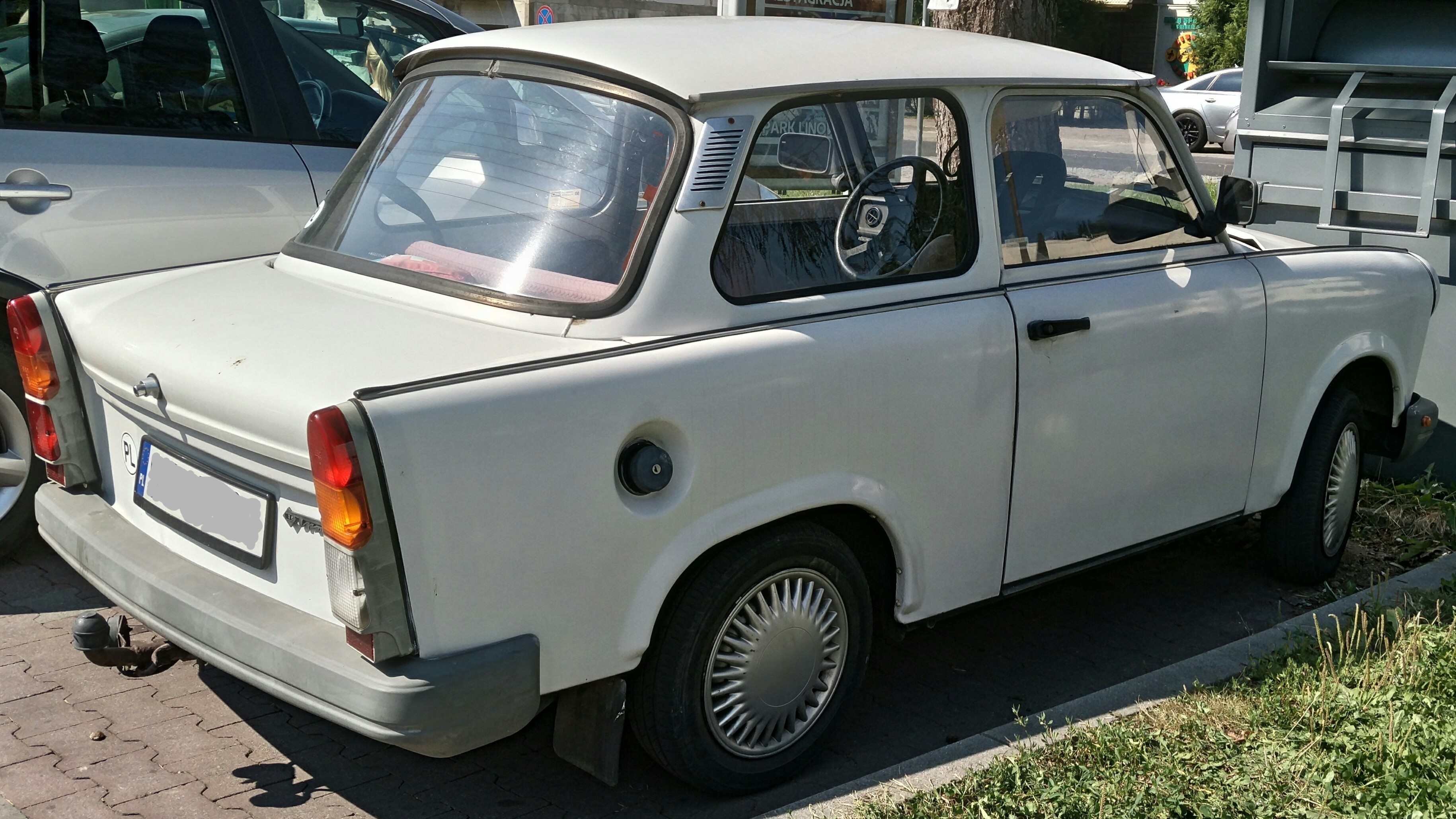
1.1 nagyobb hátsó lámpákkal, műanyag lökharítóval és külső tanksapkával
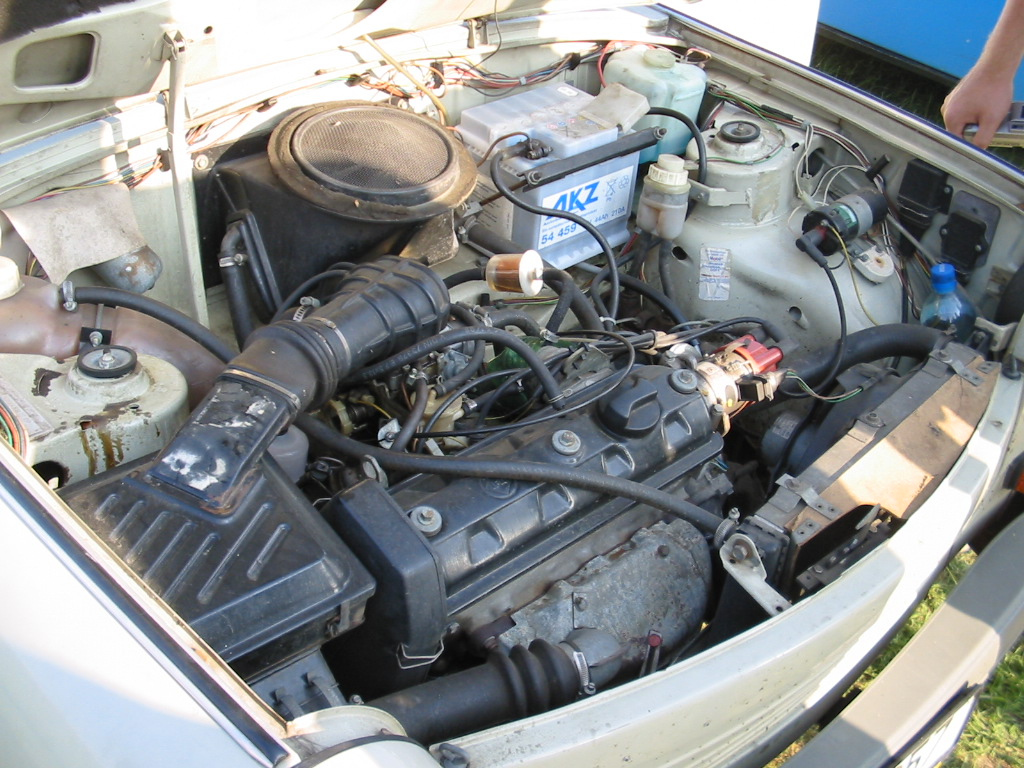
Az 1.1-es motorháza

## Műszaki adatok

### Karosszéria
Négyüléses 2 ajtóval, önhordó lemezkarosszéria kompozit műanyagburkolattal, az alváz 2 mm-es lemezből készült. 
- Hossz: 3310 mm
- Szélesség: 1515 mm
- Tengelytáv: 2020 mm
- Magasság: 1440 mm (universal esetén 1470 mm)

### Motor
- Kivitel: álló elrendezésű, soros, négyhengeres, négyütemű OTTO-motor
- Hengerűrtartalom: 1043 cm³
- Elméleti kompresszióviszony: 9,5
- Teljesítménye (5300 fordulat/perc): 40 LE
- Nyomatéka (2700 fordulat/perc): 74 Nm
- Üzemanyag: 92-es oktánszámú benzin
- Gyújtórendszer: Hall-elemes vezérlésű elektromos gyújtás
- Szelepműködtetés: OHC, hidraulikus csészés szelepemelők

### Erőátvitel
Fronthajtás, szinkronizált, 4+1 sebességes váltómű.